# ميريت غيفين
ميريت غيفين (بالإنجليزية: Merritt Giffin)‏ هو منافس ألعاب قوى أمريكي، ولد في 20 أغسطس 1887 في لوكبورت في الولايات المتحدة، وتوفي في 11 يوليو 1911 في جوليت في الولايات المتحدة.

## وصلات خارجية
- ميريت غيفين على موقع أوليمبيديا (الإنجليزية)